# Patta Peken
Patta Peken este o arie protejată (arie specială de conservare — SAC, sit de importanță comunitară — SCI) din Suedia întinsă pe o suprafață de 1.891,6 ha, integral pe uscat.

## Localizare
Centrul sitului Patta Peken este situat la coordonatele 65°18′30″N 21°56′35″E / 65.3082°N 21.943°E.

## Înființare
Situl Patta Peken a fost declarat sit de importanță comunitară în iunie 2001 pentru a proteja 1 specie de plante și 1 specie de animale. Situl a fost protejat și ca arie specială de conservare în martie 2011.

## Biodiversitate
Situată în ecoregiunile boreală și marină baltică, aria protejată conține 9 habitate naturale: Pajiști uscate europene, Terase mlăștinoase și terase nisipoase neacoperite de apă la reflux, Litoraluri nisipoase din Baltica boreală cu vegetație perenă, Roci stâncoase cu vegetație pionieră de Sedo-Scleranthion sau Sedo albi-Veronicion dillenii, Vegetație perenă pe țărmurile stâncoase, Taiga vestică, Pășuni de coastă din Baltica boreală, Recifuri, Păduri naturale în etape succesive primare ale suprafețelor emergente de coastă.
La baza desemnării sitului se află mai multe specii protejate:
- plante (1): Artemisia campestris subsp. bottnica
- mamifere (1): Halichoerus grypus